# União de Minas
União de Minas is een gemeente in de Braziliaanse deelstaat Minas Gerais. De gemeente telt 4.735 inwoners (schatting 2009).

## Aangrenzende gemeenten
De gemeente grenst aan Campina Verde, Itarumã, Limeira do Oeste en Santa Vitória.